# 2025-26 トップ14
2025-26 トップ14（2025-2026 de Top 14）は、フランスのラグビーユニオンであるリーグ・ナショナル・ド・ラグビー（LNR、Ligue nationale de rugby）が主催する、フランス選手権トップ14の第127回大会である。フランス国内クラブチームの頂点を競う。2025年9月6日から2026年6月27日まで開催される。
開催期間の途中に、前シーズン上位8位までのチームは、「2025-26ヨーロピアンラグビーチャンピオンズカップ」に出場し、前シーズン9位～133位のチームはその下位大会「2025-26EPCRチャレンジカップ」に出場する。
開催期間中、11月にはフランス代表のテストマッチ、2月から3月中旬までシックス・ネーションズが行われるため、それらの試合がある週は休止する。

## 出場チーム
前シーズンで、下位大会のレギュラーシーズン6位ながら、プレーオフで優勝したモントーバンが自動昇格して参加。
| クラブ名           | 都市                  | スタジアム                              | 収容人数 | 前年順位            | 同時期 出場大会                                              |
| ------------------ | --------------------- | --------------------------------------- | -------- | ------------------- | ------------------------------------------------------------ |
| トゥールーズ       | トゥールーズ          | スタッド・エルネスト＝ワロン            | 18,754   | 1位                 | 2025-26 ヨーロピアン ラグビー チャンピオンズ カップ にも出場 |
| ボルドー・ベグル   | ボルドー              | スタッド・シャバン＝デルマス            | 33,500   | 2位                 | 2025-26 ヨーロピアン ラグビー チャンピオンズ カップ にも出場 |
| トゥーロン         | トゥーロン            | スタッド・マイヨール                    | 18,200   | 3位                 | 2025-26 ヨーロピアン ラグビー チャンピオンズ カップ にも出場 |
| バイヨンヌ         | バイヨンヌ            | スタッド・ジャン＝ドージェ              | 16,934   | 4位                 | 2025-26 ヨーロピアン ラグビー チャンピオンズ カップ にも出場 |
| クレルモン         | クレルモン＝ フェラン | スタッド・マルセル＝ミシュラン          | 19,022   | 5位                 | 2025-26 ヨーロピアン ラグビー チャンピオンズ カップ にも出場 |
| カストル           | カストル              | スタッド・ピエール＝ファーブル          | 12,500   | 6位                 | 2025-26 ヨーロピアン ラグビー チャンピオンズ カップ にも出場 |
| ラ・ロシェル       | ラ・ロシェル          | スタッド・マルセル・デフランドル        | 16,700   | 7位                 | 2025-26 ヨーロピアン ラグビー チャンピオンズ カップ にも出場 |
| ポー               | ポー                  | スタッド・デュ・アモー                  | 14,588   | 8位                 | 2025-26 ヨーロピアン ラグビー チャンピオンズ カップ にも出場 |
| モンペリエ         | モンペリエ            | GGLスタジアム                           | 15,697   | 9位                 | 2025-26 EPCR チャレンジ カップ にも出場                      |
| ラシン92           | ナンテール            | パリ・ラ・デファンス・アレナ            | 30,681   | 10位                | 2025-26 EPCR チャレンジ カップ にも出場                      |
| リヨン             | リヨン                | マトムット・スタジアム・ ド・ジェルラン | 25,000   | 11位                | 2025-26 EPCR チャレンジ カップ にも出場                      |
| スタッド・フランセ | パリ                  | スタッド・ジャン＝ブーアン              | 20,000   | 12位                | 2025-26 EPCR チャレンジ カップ にも出場                      |
| ペルピニャン       | ペルピニャン          | スタッド・エメ＝ジラル                  | 14,593   | 13位                | 2025-26 EPCR チャレンジ カップ にも出場                      |
| モントーバン       | モントーバン          | スタッド・サピアック                    | 9,210    | プロD2 で6位 (優勝) |                                                              |

## 日程
出典：　
2025年9月6日から2026年6月27日までの期間で、ホーム・アウェーを変えて総当たり全26節のレギュラーフェーズと、上位6チームによる決勝トーナメントが行われる。
準決勝は2026年6月20日にスタッド・ヴェロドローム（マルセイユ）で、決勝戦は6月27日にスタッド・ド・フランス（サン＝ドニ）で開催される。
最下位(14位)チームは下位大会（プロD2）へ自動降格（下位大会の優勝チームが自動昇格）。13位チームは、2026年6月14日に下位大会の準優勝チームと入替戦で残留・降格が決まる。
|                                                       | 開催日                     | 前シーズン1位～8位チーム                                                  | 前シーズン9位以下のチーム                                     |
| 2025-26 トップ14 レギュラーフェーズ （前半） 14チーム | 2025年9月6日(土)           | 2025-26 トップ14（第1節）                                                 | 2025-26 トップ14（第1節）                                     |
| 2025-26 トップ14 レギュラーフェーズ （前半） 14チーム | 2025年9月13日(土)          | 2025-26 トップ14（第2節）                                                 | 2025-26 トップ14（第2節）                                     |
| 2025-26 トップ14 レギュラーフェーズ （前半） 14チーム | 2025年9月20日(土)          | 2025-26 トップ14（第3節）                                                 | 2025-26 トップ14（第3節）                                     |
| 2025-26 トップ14 レギュラーフェーズ （前半） 14チーム | 2025年9月27日(土)          | 2025-26 トップ14（第4節）                                                 | 2025-26 トップ14（第4節）                                     |
| 2025-26 トップ14 レギュラーフェーズ （前半） 14チーム | 2025年10月4日(土)          | 2025-26 トップ14（第5節）                                                 | 2025-26 トップ14（第5節）                                     |
| 2025-26 トップ14 レギュラーフェーズ （前半） 14チーム | 2025年10月11日(土)         | 2025-26 トップ14（第6節）                                                 | 2025-26 トップ14（第6節）                                     |
| 2025-26 トップ14 レギュラーフェーズ （前半） 14チーム | 2025年10月18日(土)         | 2025-26 トップ14（第7節）                                                 | 2025-26 トップ14（第7節）                                     |
| 2025-26 トップ14 レギュラーフェーズ （前半） 14チーム | 2025年10月25日(土)         | 2025-26 トップ14（第8節）                                                 | 2025-26 トップ14（第8節）                                     |
| 2025-26 トップ14 レギュラーフェーズ （前半） 14チーム | 2025年11月1日(土)          | 2025-26 トップ14（第9節）                                                 | 2025-26 トップ14（第9節）                                     |
| 2025-26 トップ14 レギュラーフェーズ （前半） 14チーム | 2025年11月8日(土)          | （オータム・ネーションズ・シリーズ2025 フランス代表戦）                   | （オータム・ネーションズ・シリーズ2025 フランス代表戦）       |
| 2025-26 トップ14 レギュラーフェーズ （前半） 14チーム | 2025年11月15日(土)         | （オータム・ネーションズ・シリーズ2025 フランス代表戦）                   | （オータム・ネーションズ・シリーズ2025 フランス代表戦）       |
| 2025-26 トップ14 レギュラーフェーズ （前半） 14チーム | 2025年11月22日(土)         | 2025-26 トップ14（第10節）                                                | 2025-26 トップ14（第10節）                                    |
| 2025-26 トップ14 レギュラーフェーズ （前半） 14チーム | 2025年11月22日(土)         | （オータム・ネーションズ・シリーズ2025 フランス代表戦）                   |                                                               |
| 2025-26 トップ14 レギュラーフェーズ （前半） 14チーム | 2025年11月29日(土)         | 2025-26 トップ14（第11節）                                                | 2025-26 トップ14（第11節）                                    |
| 2025-26 トップ14 レギュラーフェーズ （前半） 14チーム | 2025年12月6日(土)          | 2025-26ヨーロピアンラグビー チャンピオンズカップ（プール戦1）             | 2025-26EPCRチャレンジカップ （プール戦1）                     |
| 2025-26 トップ14 レギュラーフェーズ （前半） 14チーム | 2025年12月13日(土)         | 2025-26ヨーロピアンラグビー チャンピオンズカップ（プール戦2）             | 2025-26EPCRチャレンジカップ （プール戦2）                     |
| 2025-26 トップ14 レギュラーフェーズ （前半） 14チーム | 2025年12月20日(土)         | 2025-26 トップ14（第12節）                                                | 2025-26 トップ14（第12節）                                    |
| 2025年12月27日(土)                                    | 2025-26 トップ14（第13節） | 2025-26 トップ14（第13節）                                                |                                                               |
| 2025-26 トップ14 レギュラーフェーズ （後半） 14チーム | 2026年1月3日(土)           | 2025-26 トップ14（第14節）                                                | 2025-26 トップ14（第14節）                                    |
| 2025-26 トップ14 レギュラーフェーズ （後半） 14チーム | 2026年1月10日(土)          | 2025-26ヨーロピアンラグビー チャンピオンズカップ（プール戦3）             | 2025-26EPCRチャレンジカップ （プール戦3）                     |
| 2025-26 トップ14 レギュラーフェーズ （後半） 14チーム | 2026年1月17日(土)          | 2025-26ヨーロピアンラグビー チャンピオンズカップ（プール戦4）             | 2025-26EPCRチャレンジカップ （プール戦4）                     |
| 2025-26 トップ14 レギュラーフェーズ （後半） 14チーム | 2026年1月24日(土)          | 2025-26 トップ14（第15節）                                                | 2025-26 トップ14（第15節）                                    |
| 2025-26 トップ14 レギュラーフェーズ （後半） 14チーム | 2026年1月31日(土)          | 2025-26 トップ14（第16節）                                                | 2025-26 トップ14（第16節）                                    |
| 2025-26 トップ14 レギュラーフェーズ （後半） 14チーム | 2026年2月7日(土)           | （2026年シックス・ネイションズ・チャンピオンシップ第1節開催）             | （2026年シックス・ネイションズ・チャンピオンシップ第1節開催） |
| 2025-26 トップ14 レギュラーフェーズ （後半） 14チーム | 2026年2月14日(土)          | 2025-26 トップ14（第17節）                                                | 2025-26 トップ14（第17節）                                    |
| 2025-26 トップ14 レギュラーフェーズ （後半） 14チーム | 2026年2月14日(土)          | （2026年シックス・ネイションズ・チャンピオンシップ第2節開催）             |                                                               |
| 2025-26 トップ14 レギュラーフェーズ （後半） 14チーム | 2026年2月21日(土)          | （2026年シックス・ネイションズ・チャンピオンシップ第3節開催）             | （2026年シックス・ネイションズ・チャンピオンシップ第3節開催） |
| 2025-26 トップ14 レギュラーフェーズ （後半） 14チーム | 2026年2月28日(土)          | 2025-26 トップ14（第18節）                                                | 2025-26 トップ14（第18節）                                    |
| 2025-26 トップ14 レギュラーフェーズ （後半） 14チーム | 2026年3月7日(土)           | （2026年シックス・ネイションズ・チャンピオンシップ第4節開催）             | （2026年シックス・ネイションズ・チャンピオンシップ第4節開催） |
| 2025-26 トップ14 レギュラーフェーズ （後半） 14チーム | 2026年3月14日(土)          | （2026年シックス・ネイションズ・チャンピオンシップ第5節開催）             | （2026年シックス・ネイションズ・チャンピオンシップ第5節開催） |
| 2025-26 トップ14 レギュラーフェーズ （後半） 14チーム | 2026年3月21日(土)          | 2025-26 トップ14（第19節）                                                | 2025-26 トップ14（第19節）                                    |
| 2025-26 トップ14 レギュラーフェーズ （後半） 14チーム | 2026年3月28日(土)          | 2025-26 トップ14（第20節）                                                | 2025-26 トップ14（第20節）                                    |
| 2025-26 トップ14 レギュラーフェーズ （後半） 14チーム | 2026年4月4日(土)           | 2025-26ヨーロピアンラグビー チャンピオンズカップ （トーナメント1回戦）    | 2025-26EPCRチャレンジカップ （トーナメント1回戦）             |
| 2025-26 トップ14 レギュラーフェーズ （後半） 14チーム | 2026年4月11日(土)          | 2025-26ヨーロピアンラグビー チャンピオンズカップ （トーナメント準々決勝） | 2025-26EPCRチャレンジカップ （トーナメント準々決勝）          |
| 2025-26 トップ14 レギュラーフェーズ （後半） 14チーム | 2026年4月18日(土)          | 2025-26 トップ14（第21節）                                                | 2025-26 トップ14（第21節）                                    |
| 2025-26 トップ14 レギュラーフェーズ （後半） 14チーム | 2026年4月25日(土)          | 2025-26 トップ14（第22節）                                                | 2025-26 トップ14（第22節）                                    |
| 2025-26 トップ14 レギュラーフェーズ （後半） 14チーム | 2026年5月2日(土)           | 2025-26ヨーロピアンラグビー チャンピオンズカップ （トーナメント準決勝）   | 2025-26EPCRチャレンジカップ （トーナメント準決勝）            |
| 2025-26 トップ14 レギュラーフェーズ （後半） 14チーム | 2026年5月9日(土)           | 2025-26 トップ14（第23節）                                                | 2025-26 トップ14（第23節）                                    |
| 2025-26 トップ14 レギュラーフェーズ （後半） 14チーム | 2026年5月16日(土)          | 2025-26 トップ14（第24節）                                                | 2025-26 トップ14（第24節）                                    |
| 2025-26 トップ14 レギュラーフェーズ （後半） 14チーム | 2026年5月23日(土)          | 2025-26ヨーロピアンラグビー チャンピオンズカップ （トーナメント決勝）     | 2025-26EPCRチャレンジカップ （トーナメント決勝）              |
| 2025-26 トップ14 レギュラーフェーズ （後半） 14チーム | 2026年5月30日(土)          | 2025-26 トップ14（第25節）                                                | 2025-26 トップ14（第25節）                                    |
| 2025-26 トップ14 レギュラーフェーズ （後半） 14チーム | 2026年6月6日(土)           | 2025-26 トップ14（第26節）                                                | 2025-26 トップ14（第26節）                                    |
| 2025-26 トップ14 最終フェーズ 上位6チーム             | 2026年6月13日(土)          | 2025-26 トップ14（トーナメント準々決勝）                                  | 2025-26 トップ14（トーナメント準々決勝）                      |
| 2025-26 トップ14 最終フェーズ 上位6チーム             | 2026年6月14日(日)          | トップ14 vs D2 入替戦                                                     | トップ14 vs D2 入替戦                                         |
| 2025-26 トップ14 最終フェーズ 上位6チーム             | 2026年6月20日(土)          | 2025-26 トップ14（トーナメント準決勝）                                    | 2025-26 トップ14（トーナメント準決勝）                        |
| 2025-26 トップ14 最終フェーズ 上位6チーム             | 2026年6月27日(土)          | 2025-26 トップ14（トーナメント決勝）                                      | 2025-26 トップ14（トーナメント決勝）                          |
|                                                       | 開催日                     | 前シーズン1位～8位チーム                                                  | 前シーズン9位以下のチーム                                     |

## レギュラーフェーズ順位表
- 勝ち点ポイントは、勝利4、引き分け2、負け0。ボーナスポイントは、「3トライ差以上の勝ち」で1、「5点差以内の負け」で1。
- レギュラーフェーズ（Phase régulière）上位6チームは、最終フェーズ（Phase finale、決勝トーナメント）に進む。1位と2位には、準決勝から参加するシード権が与えられる。
- 最下位(14位)は自動降格（下位リーグ「プロD2」の優勝チームが自動昇格）。13位は、下位リーグ「プロD2」の準優勝チームとの入替戦を行う。
- 上位8位までは「2026-27ヨーロピアンラグビーチャンピオンズカップ」へ出場。9位から14位までは、その下位大会「2026-27EPCRチャレンジカップ」に出場。

2025年6月18日現在（全26節 開幕前 時点）。出典：
| 順位 | チーム             | 前季 順位 | 勝敗   | 勝敗 | 勝敗 | 勝敗 | 得点 | 得点 | 得点     | トライ | トライ   | ボーナス ポイント (BP) | ボーナス ポイント (BP) | 勝ち点 (BPを含む) | 最終フェーズ進出 (上位6チーム) |
| 順位 | チーム             | 前季 順位 | 試合数 | 勝   | 分け | 負   | 得点 | 失点 | 得失点差 | トライ | 被トライ | 3トライ差 以上の勝ち   | 5点差以内 の負け       | 勝ち点 (BPを含む) | 最終フェーズ進出 (上位6チーム) |
| ---- | ------------------ | --------- | ------ | ---- | ---- | ---- | ---- | ---- | -------- | ------ | -------- | ---------------------- | ---------------------- | ----------------- | ------------------------------ |
| 1    | トゥールーズ       | 1位       | 0      | 0    | 0    | 0    | 0    | 0    | 0        | 0      | 0        | 0                      | 0                      | 0                 |                                |
| 1    | ボルドー・ベグル   | 2位       | 0      | 0    | 0    | 0    | 0    | 0    | 0        | 0      | 0        | 0                      | 0                      | 0                 |                                |
| 1    | トゥーロン         | 3位       | 0      | 0    | 0    | 0    | 0    | 0    | 0        | 0      | 0        | 0                      | 0                      | 0                 |                                |
| 1    | バイヨンヌ         | 4位       | 0      | 0    | 0    | 0    | 0    | 0    | 0        | 0      | 0        | 0                      | 0                      | 0                 |                                |
| 1    | クレルモン         | 5位       | 0      | 0    | 0    | 0    | 0    | 0    | 0        | 0      | 0        | 0                      | 0                      | 0                 |                                |
| 1    | カストル           | 6位       | 0      | 0    | 0    | 0    | 0    | 0    | 0        | 0      | 0        | 0                      | 0                      | 0                 |                                |
| 1    | ラ・ロシェル       | 7位       | 0      | 0    | 0    | 0    | 0    | 0    | 0        | 0      | 0        | 0                      | 0                      | 0                 |                                |
| 1    | ポー               | 8位       | 0      | 0    | 0    | 0    | 0    | 0    | 0        | 0      | 0        | 0                      | 0                      | 0                 |                                |
| 1    | モンペリエ         | 9位       | 0      | 0    | 0    | 0    | 0    | 0    | 0        | 0      | 0        | 0                      | 0                      | 0                 |                                |
| 1    | ラシン92           | 10位      | 0      | 0    | 0    | 0    | 0    | 0    | 0        | 0      | 0        | 0                      | 0                      | 0                 |                                |
| 1    | リヨン             | 11位      | 0      | 0    | 0    | 0    | 0    | 0    | 0        | 0      | 0        | 0                      | 0                      | 0                 |                                |
| 1    | スタッド・フランセ | 12位      | 0      | 0    | 0    | 0    | 0    | 0    | 0        | 0      | 0        | 0                      | 0                      | 0                 |                                |
| 1    | ペルピニャン       | 13位      | 0      | 0    | 0    | 0    | 0    | 0    | 0        | 0      | 0        | 0                      | 0                      | 0                 |                                |
| 1    | モントーバン       | D2優勝    | 0      | 0    | 0    | 0    | 0    | 0    | 0        | 0      | 0        | 0                      | 0                      | 0                 |                                |

## 関連大会
本大会と同時期に、イングランド最高峰リーグの「プレミアシップ・ラグビー2025-26」、フランス最高峰リーグの「2025-26 トップ14」、ヨーロッパ強豪国と南アフリカ共和国が参加する「2025-26ユナイテッド・ラグビー・チャンピオンシップ」が開催される。
|          | ヨーロッパ6か国 および 南アフリカ共和国 ほか ・      |                                                 |                                                   |                                                                         | |
| 上位大会 | 2025-26ヨーロピアンラグビーチャンピオンズカップ      | 2025-26ヨーロピアンラグビーチャンピオンズカップ | 2025-26ヨーロピアンラグビーチャンピオンズカップ   | 2025-26ヨーロピアンラグビーチャンピオンズカップ                         | 2025-26ヨーロピアンラグビーチャンピオンズカップ                                                                        |
| 下位大会 | 2025-26EPCRチャレンジカップ                          | 2025-26EPCRチャレンジカップ                     | 2025-26EPCRチャレンジカップ                       | 2025-26EPCRチャレンジカップ                                             | 2025-26EPCRチャレンジカップ                                                                                            |
|          |                                                      |                                                 |                                                   |                                                                         | |
|          | イングランド                                         | フランス                                        |                                                   | アイルランド・スコットランド・ウェールズ・イタリア・南アフリカ共和国 ・ | アイルランド・スコットランド・ウェールズ・イタリア・南アフリカ共和国 ・                                                |
| 1部大会  | プレム・ラグビー2025-26 (ギャラガー・プレム2025-26)  | 2025-26 トップ14                                | 2025-26ユナイテッド・ラグビー・チャンピオンシップ | 2025-26ユナイテッド・ラグビー・チャンピオンシップ                       | |
|          |                                                      |                                                 |                                                   |                                                                         | |
| 2部大会  | チャンプ・ラグビー2025-26 (旧 RFUチャンピオンシップ) | 2025-26 プロD2                                  |                                                   | 各 国内リーグ                                                           | オールアイルランド・リーグ、 スコティッシュ・プレミアシップ、 スーパーラグビー・カムリ、 セリエAエリート、カリーカップ |
| 3部大会  | ナショナルリーグ1                                    | シャンピオナ・フェデラル・ナシオナル            |                                                   | 各 国内リーグ                                                           | オールアイルランド・リーグ、 スコティッシュ・プレミアシップ、 スーパーラグビー・カムリ、 セリエAエリート、カリーカップ |